# گل‌کوب کوتوله
گل‌کوب کوتوله (نام علمی: Dicaeum pygmaeum) نام یک گونه از سرده گل‌کوب‌های اصلی است.